# 9851 Sakamoto
9851 Sakamoto (1990 UG3) là một tiểu hành tinh vành đai chính được phát hiện ngày 24 tháng 10 năm 1990 bởi K. Endate và K. Watanabe ở Kitami.